# Mylo Xyloto
Mylo Xyloto este cel de-al cincilea album de studio al trupei britanice de rock alternativ Coldplay. Acesta a fost lansat la nivel mondial pe 24 octombrie 2011 prin casa de discuri EMI. El a fost precedat de primul single, "Every Teardrop Is a Waterfall", la 3 iunie 2011. "Paradise" a fost lansat ca al doilea single trei luni mai târziu, în septembrie, iar "Charlie Brown" la 24 ianuarie 2012. Pe plan internațional, albumul s-a clasat pe primul loc în treizeci de țări. În Regatul Unit, Mylo Xyloto a devenit al cincilea album al formației ce debutează ca numărul unu, fiind vândute 208 000 de unități în prima săptămână și a stabilit un record de vânzări digitale într-o săptămână, cu 83 000 de exemplare vândute.
A fost cel mai bine vandut album de rock a anului 2011, în Marea Britanie, cu peste 908 000 de exemplare vândute. "Paradise" și "Every Teardrop Is a Waterfall" au un total de trei nominalizări la Premiile Grammy.

## Ordinea pieselor pe disc
1. „Mylo Xyloto”  —  0:43
2. „Hurts Like Heaven” — 4:02
3. „Paradise” — 4:37
4. „Charlie Brown” — 4:45
5. „Us Against the World” — 3:59
6. „M.M.I.X.” — 0:48
7. „Every Teardrop Is a Waterfall” — 4:00
8. „Major Minus” — 3:30
9. „U.F.O.” — 2:17
10. „Princess of China” împreună cu Rihanna — 3:59
11. „Up in Flames” — 3:13
12. „A Hopeful Transmission” — 0:33
13. „Don't Let It Break Your Heart” — 3:54
14. „Up with the Birds” — 3:47